# Micaela Bastidas Puyucahua

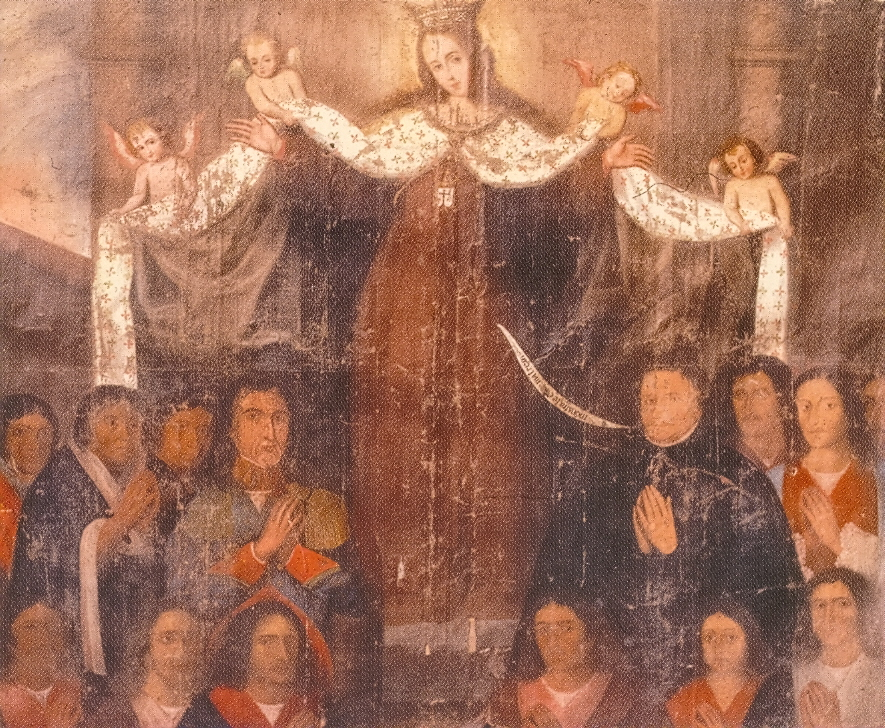
Mare de Déu del Carme amb donants, també coneguda com Túpac Amaru II i família.

Micaela Bastidas Puyucahua   (districte de Tamburco, 23 de juny de 1744 - Plaza de Armas de Cusco, 18 de maig de 1781) va ser una líder de la independència hispanoamericana, que va jugar un important paper en la història del Perú. Esposa i consellera de Túpac Amaru II, va tenir un paper important en la rebel·lió de Tinta. El seu exemple en defensar els ideals de justícia i llibertat fins a la mort en mà dels espanyols, la van convertir en llegenda i símbol de la lluita americana contra l'opressió i l'explotació colonial.

## Biografia
Filla de Manuel Bastidas, descendent d'africans, i de Josefa Puyucahua (o Puyucawa), indígena. Per les seves arrels tant africanes com ameríndies era una zamba, nom que es donava en època colonial a les persones producte del mestissatge entre africans i indígenes. Micaela Bastidas va rebre en la infància l'educació elemental en lletres i arts que era usual en aquesta època per a les dones.
El 25 de maig de 1760, poc abans de complir 16 anys, es va casar amb el jove mestís descendent de la noblesa incaica José Gabriel Condorcanqui, a l'església de Nostra Senyora de la Purificació, al poble de Surimana, on el seu marit exercia de curaca. Condorcanqui era descendent directe per línia paterna de l'últim inca Túpac Amaru I. El 1764 va ser nomenat cacic dels territoris que li corresponien per herència: Pampamarca, Tungasuca i Surimana, i van fixar la seva residència a Tinta, localitat pertanyent a Cusco. Es considera que el marit va ser el seu mestre ideològic, i que ella es va conscienciar ràpidament de la complexa situació de la seva gent i es va involucrar amb la causa. El recolzava fermament, tot defensant i divulgant els postulats que farien ressorgir la consciència del dret dels llauradors a alliberar la terra i l'existència de la mà opressora espanyola.
Van tenir tres fills homes, Hipólito (1761), Mariano (1762) i Fernando (1768).

### Rebel·lió

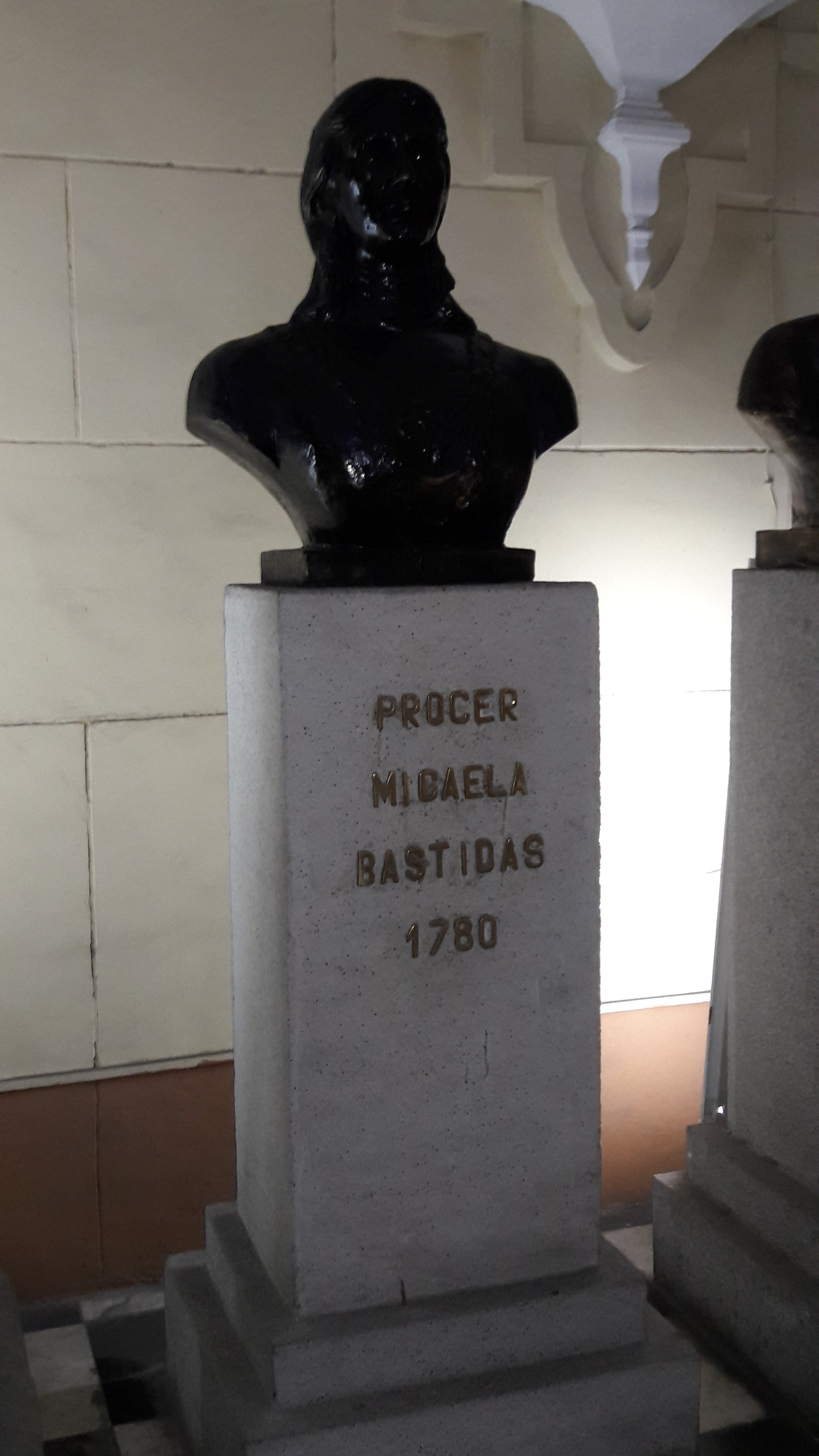
Efígie de Micaela Bastidas al Panteón de los Próceres de Lima.

El 1780, esgotades les vies de diàleg amb els representants de la corona espanyola, José Gabriel Condorcanqui inicia un moviment en contra de la dominació espanyola. És recolzat per curacas lligats a hisendats de Cusco units en contra de la nova duana, criolls, indis i mestissos. En aquest moment adopta el nom de Túpac Amaru II, en honor del seu avantpassat, l'últim Inca de Vilcabamba. El 4 de novembre de 1780 Túpac Amaru II va difondre una proclama independentista i va iniciar la rebel·lió de Túpac Amaru II. El corregidor Antonio de Arriaga va ser empresonat i condemnat a morir al cadafal. Els rebels van instal·lar el seu quarter general a Tungasuca.
Des d'aquest moment, Micaela Bastidas es va convertir en la principal consellera de Túpac Amaru, va participar en el judici sumari contra Arriaga i va assumir múltiples rols en el moviment. Actuava amb dinamisme i persuasió, potser més conscienciada fins i tot que el seu marit, ja que el paper de la dona indígena era el més vilipendiat pels opressors.
Els indígenes tenien prohibida la tinença d'armes de foc, i un dels majors problemes als quals es van enfrontar va ser l'obtenció d'armament. Bastidas va ser l'encarregada de l'aprovisionament de les tropes, la qual cosa incloïa aconseguir i distribuir diners, aliments, vestimentes i armes. Expedia els salconduits per facilitar el moviment dels que viatjaven a través dels territoris. Va estar a càrrec de la rereguarda indígena, va implementar mesures de seguretat i va lluitar contra l'espionatge. També va implementar organitzar un servei de chasquis a cavall que portaven ràpidament informació d'un punt a un altre del territori rebel.
Una legió de lluitadores andines, quítxues i aimares van treballar al costat de Bastidas en l'aixecament, van realitzar estratègies i van donar suport a les tropes. Per a elles, es tractava no només d'alliberar al seu poble de l'explotació espanyola, sinó també de restablir el paper de la dona indígena amb participació en la vida social i política, tradició que el sistema colonial va intentar abolir convertint-les en víctimes de tota mena d'abusos. Van ser líders dins el moviment Cecilia Túpac Amaru i Tomasa Tito Condemayta, cacica d'Acos, entre moltes altres.
Aquestes dones participaven també en la batalla, al costat dels seus fills i marits. També ho feia Micaela Bastidas, qui amb el seu caràcter infonia alè a Túpac Amaru des del mateix camp de batalla. Després de el triomf de Sangarará va ser nomenada líder interina de la rebel·lió.
El 18 de novembre de 1780 l'exèrcit rebel vencia als espanyols a la batalla de Sangarará. Túpac Amaru va expedir un missatge als pobles del Perú, tot convocant els criolls a unir-se a la causa índia: «Visquem com a germans i congregats en un sol cos. Cuidem de la protecció i conservació dels espanyols; criolls, mestissos, zambos i indis per ser tots compatriotes, com nascuts en aquestes terres i d'un mateix origen».
El març de 1781 l'exèrcit de Túpac Amaru comptava amb set mil homes i dones disposats a lluitar fins a la mort contra la corona espanyola, que van proclamar a Túpac Amaru II com a emperador d'Amèrica.
En testimonis de l'època és Micaela Bastidas qui apareix com a principal estratega a través de tasques polítiques, militars i administratives i principal consellera del líder.

### Execució
Encara que ella va aconsellar realitzar un atac immediat a Cusco per aconseguir la seva rendició, el seu marit no la va escoltar i en un error tàctic es va concentrar en altres viles, alhora que van ser delatats per un traïdor. El contingent de Túpac Amaru va ser envoltat i emboscat, i juntament amb Micaela Bastidas, els seus fills Hipólito de 18 anys i Fernando de 10, i diversos dels seus familiars van ser capturats i portats a Cusco, on van romandre presos en el convent de la Companyia de Jesús convertit en caserna militar. Van ser sotmesos a interrogatoris i turments per poder ubicar la resta de les tropes revolucionàries, els prometien disminuir la pena si delataven als seus amics, però no van aconseguir aconseguir d'ells cap informació i el 14 de maig van ser condemnats a la pena capital.
La sentència ordenava l'«esquarterament en vida per al cap principal, mutilacions i pena de mort per als altres reus, a més d'altres càstigs».
El 18 de maig de 1781 van ser portats a la Plaza de Armas de Cusco per ser executats un a un. Al seu fill Hipólito primer li van tallar la llengua, per haver parlat en contra dels espanyols, i després va ser penjat. Micaela Bastidas i José Gabriel Condorcanqui van ser obligats a presenciar la mort del seu fill, i després la van fer pujar-hi a l'empostissat. A la vista del seu marit i del seu fill Fernando, Micaela Bastidas va lluitar amb els seus botxins, fins que finalment la van sotmetre i li van tallar la llengua. El seu coll prim no arribava a l'entorn per ofegar-la, i li van lligar llaços a coll que tiraven d'un i altra banda per estrangular, donant-li garrot i van acabar de matar-la a cops de peu a l'estómac i als pits.
Després van portar al centre de la plaça a Túpac Amaru, qui també va ser sotmès a una espantosa mort. Tots dos van ser desmembrats i les seves parts enviades a diferents pobles de la regió per a ser exhibits en les places públiques, per alertar els seus habitants sobre les conseqüències de rebel·lar-se.
Va constituir una inspiració per a les guerres d'independència hispanoamericanes.